# Andriej Gordiejew
Andriej Lwowicz Gordiejew, ros. Андрей Львович Гордеев (ur. 1 kwietnia 1975 w Moskwie, Rosyjska FSRR) – rosyjski trener piłkarski i piłkarz, grający na pozycji obrońcy, a wcześniej pomocnika i napastnika.

## Kariera piłkarska

### Kariera klubowa
Wychowanek Piłkarskich Szkół Timiriaziewiec Moskwa i Czertanowo Moskwa. W 1992 rozpoczął karierę piłkarską w moskiewskiej drużynie TRASKO Moskwa. W 1993 roku został piłkarzem SUO Moskwa, który w następnym roku zmienił nazwę na Czertanowo Moskwa. W 1996 przeszedł do Dynama Moskwa. W 1999 przeniósł się do Anży Machaczkała, w którym występował przez 5 lat. W latach 2005–2006 bronił barw Fakiełu Woroneż. W 2007 zakończył karierę piłkarską w składzie Sportakademklubu Moskwa.

## Kariera trenerska
W grudniu 2007 rozpoczął karierę trenerską. Najpierw pracował z młodzieżową drużyną Saturna Ramienskoje. Od połowy maja 2009 po dymisji trenera pierwszej drużyny Saturna Jürgena Röbera pełnił funkcje głównego trenera klubu. Po udanych pierwszych meczach został zatwierdzony na stanowisku głównego trenera Saturna. Po tym, jak na początku 2011 Saturn Ramienskoje ogłosił o rezygnacji z występów w Priemjer-Lidze został zaproszony do ukraińskiego klubu Metałurh Donieck. 3 maja 2011 po przegranym 1:5 meczu w Doniecku z Arsenałem Kijów został zwolniony.

## Sukcesy i odznaczenia

### Sukcesy trenerskie
- brązowy medalista Mistrzostw Rosji: 1997
- mistrz Rosyjskiej Pierwszej dywizji: 1999
- finalista Pucharu Rosji: 1999, 2001